# Arrondissement d'Unterallgäu
L'arrondissement d'Unterallgäu est un arrondissement  (Landkreis en allemand) de Bavière (Allemagne) situé dans le district (Regierungsbezirk en allemand) de Souabe. 
Son chef lieu est Mindelheim.

## Villes, communes et communautés d'administration
(nombre d'habitants en 2006)
| Städte 1. Bad Wörishofen (13 969) 2. Mindelheim (Kreisstadt) (14 750) Märkte 1. Babenhausen (5 230) 2. Bad Grönenbach (5 194) 3. Dirlewang (2 121) 4. Erkheim (2 952) 5. Kirchheim in Schwaben (2 508) 6. Legau (3 105) 7. Markt Rettenbach (3.710) 8. Markt Wald (2 311) 9. Ottobeuren (8 019) 10. Pfaffenhausen (2 326) 11. Türkheim (6 662) 12. Tussenhausen (2 965) Gemeindefreies Gebiet 1. Ungerhauser Wald (3,26 km²) | Gemeinden 1. Amberg (1 325) 2. Apfeltrach (951) 3. Benningen (2 092) 4. Böhen (712) 5. Boos (1 978) 6. Breitenbrunn (2 327) 7. Buxheim (3 014) 8. Egg an der Günz (1 147) 9. Eppishausen (1 847) 10. Ettringen (3 367) 11. Fellheim (1 208) 12. Hawangen (1 244) 13. Heimertingen (1 689) 14. Holzgünz (1 149) 15. Kammlach (1 801) 16. Kettershausen (1 732) 17. Kirchhaslach (1 290) 18. Kronburg (1 757) 19. Lachen (1 417) 20. Lauben (1 354) 21. Lautrach (1 190) 22. Memmingerberg (2 546) 23. Niederrieden (1 299) 24. Oberrieden (1 275) 25. Oberschönegg (971) 26. Pleß (875) 27. Rammingen (1 371) 28. Salgen (1 455) 29. Sontheim (2 486) 30. Stetten (1 363) 31. Trunkelsberg (1 792) 32. Ungerhausen (1 086) 33. Unteregg (1 369) 34. Westerheim (2 071) 35. Wiedergeltingen (1 409) 36. Winterrieden (912) 37. Wolfertschwenden (1 893) 38. Woringen (1 868) | Verwaltungsgemeinschaften 1. Babenhausen (Markt Babenhausen et communes Egg a.d.Günz, Kettershausen, Kirchhaslach, Oberschönegg et Winterrieden) 2. Bad Grönenbach (Markt Bad Grönenbach et communes Wolfertschwenden et Woringen) 3. Boos (Communes Boos, Fellheim, Heimertingen, Niederrieden et Pleß) 4. Dirlewang (Markt Dirlewang et communes Apfeltrach, Stetten et Unteregg) 5. Erkheim (Markt Erkheim et communes Kammlach, Lauben et Westerheim) 6. Illerwinkel avec siège à Legau (Markt Legau et communes Kronburg et Lautrach) 7. Kirchheim i.Schw. (Markt Kirchheim i.Schw. et commune Eppishausen) 8. Memmingerberg (Communes Benningen, Holzgünz, Lachen, Memmingerberg, Trunkelsberg et Ungerhausen) 9. Ottobeuren (Markt Ottobeuren et communes Böhen et Hawangen) 10. Pfaffenhausen (Markt Pfaffenhausen et communes Breitenbrunn, Oberrieden et Salgen) 11. Türkheim (Markt Türkheim et communes Amberg, Rammingen et Wiedergeltingen) |